# Tomi Horvat
Tomi Horvat (Murska Sobota, 24 marzo 1999) è un calciatore sloveno, centrocampista dello Sturm Graz e della nazionale slovena.

## Caratteristiche tecniche
È un centrocampista offensivo.

## Carriera

### Club
Cresciuto nel settore giovanile del Maribor, nel 2018 viene ceduto al NŠ Mura; debutta in prima squadra il 21 luglio 2018 in occasione dell'incontro di 1. SNL pareggiato 1-1 contro il Triglav.

### Nazionale
Ha giocato nelle nazionali giovanili slovene Under-17 ed Under-19.
Nel 2021 viene convocato dalla nazionale under-21 per il campionato europeo di categoria, dove però non viene impiegato.
Nel 2022 ha esordito nella nazionale maggiore slovena.

## Statistiche

### Presenze e reti nei club
Statistiche aggiornate al 31 agosto 2022.
| Stagione          | Squadra           | Campionato        | Campionato | Campionato | Coppe nazionali | Coppe nazionali | Coppe nazionali | Coppe continentali | Coppe continentali | Coppe continentali | Altre coppe | Altre coppe | Altre coppe | Totale | Totale | Totale |
| Stagione          | Squadra           | Comp              | Pres       | Reti       | Comp            | Pres            | Reti            | Comp               | Pres               | Reti               | Comp        | Pres        | Reti        | Pres   | Reti   |        |
| ----------------- | ----------------- | ----------------- | ---------- | ---------- | --------------- | --------------- | --------------- | ------------------ | ------------------ | ------------------ | ----------- | ----------- | ----------- | ------ | ------ | ------ |
| 2018-2019         | NŠ Mura           | 1.SNL             | 30         | 2          | CS              | 5               | 1               |                    | -                  | -                  |             | -           | -           | 35     | 3      |        |
| 2019-2020         | NŠ Mura           | 1.SNL             | 30         | 1          | CS              | 5               | 0               | UEL                | 2                  | 0                  |             | -           | -           | 37     | 1      |        |
| 2020-2021         | NŠ Mura           | 1.SNL             | 30         | 1          | CS              | 1               | 0               | UEL                | 3                  | 0                  |             | -           | -           | 34     | 1      |        |
| 2021-2022         | NŠ Mura           | 1.SNL             | 35         | 9          | CS              | 1               | 0               | UCL+UEL+UECL       | 4+4+6              | 1+0+1              |             | -           | -           | 34     | 10     |        |
| Totale NS Mura    | Totale NS Mura    | Totale NS Mura    | 125        | 13         |                 | 12              | 1               |                    | 19                 | 2                  |             | -           | -           | 156    | 16     |        |
| 2022-2023         | Sturm Graz        | BL                | 32         | 4          | CA              | 6               | 1               | UCL+UEL            | 2+6                | 0                  | -           | -           | -           | 46     | 5      |        |
| 2023-2024         | Sturm Graz        | BL                | 28         | 7          | CA              | 6               | 4               | UCL+UEL+UECL       | 2+5+4              | 0+0+0              | -           | -           | -           | 45     | 11     |        |
| 2024-2025         | Sturm Graz        | BL                | 22         | 2          | CA              | 4               | 2               | UCL                | 7                  | 0                  | -           | -           | -           | 33     | 4      |        |
| Totale Sturm Graz | Totale Sturm Graz | Totale Sturm Graz | 82         | 13         |                 | 16              | 7               |                    | 26                 | 0                  |             | -           | -           | 124    | 20     |        |
| Totale carriera   | Totale carriera   | Totale carriera   | 207        | 26         |                 | 28              | 8               |                    | 45                 | 2                  |             | -           | -           | 280    | 36     |        |

### Cronologia presenze e reti in nazionale
| Cronologia completa delle presenze e delle reti in nazionale ― Slovenia | Cronologia completa delle presenze e delle reti in nazionale ― Slovenia | Cronologia completa delle presenze e delle reti in nazionale ― Slovenia | Cronologia completa delle presenze e delle reti in nazionale ― Slovenia | Cronologia completa delle presenze e delle reti in nazionale ― Slovenia | Cronologia completa delle presenze e delle reti in nazionale ― Slovenia | Cronologia completa delle presenze e delle reti in nazionale ― Slovenia | Cronologia completa delle presenze e delle reti in nazionale ― Slovenia |
| Data                                                                    | Città                                                                   | In casa                                                                 | Risultato                                                               | Ospiti                                                                  | Competizione                                                            | Reti                                                                    | Note                                                                    |
| ----------------------------------------------------------------------- | ----------------------------------------------------------------------- | ----------------------------------------------------------------------- | ----------------------------------------------------------------------- | ----------------------------------------------------------------------- | ----------------------------------------------------------------------- | ----------------------------------------------------------------------- | ----------------------------------------------------------------------- |
| 29-3-2022                                                               | Doha                                                                    | Qatar                                                                   | 0 – 0                                                                   | Slovenia                                                                | Amichevole                                                              | -                                                                       | 87’                                                                     |
| 17-11-2022                                                              | Cluj-Napoca                                                             | Romania                                                                 | 1 – 2                                                                   | Slovenia                                                                | Amichevole                                                              | -                                                                       | 79’                                                                     |
| 20-11-2022                                                              | Lubiana                                                                 | Slovenia                                                                | 1 – 0                                                                   | Montenegro                                                              | Amichevole                                                              | -                                                                       | 68’                                                                     |
| 26-3-2023                                                               | Lubiana                                                                 | Slovenia                                                                | 2 – 0                                                                   | San Marino                                                              | Qual. Euro 2024                                                         | -                                                                       | 82’                                                                     |
| 21-3-2024                                                               | Ta' Qali                                                                | Malta                                                                   | 2 – 2                                                                   | Slovenia                                                                | Amichevole                                                              | -                                                                       |                                                                         |
| 4-6-2024                                                                | Lubiana                                                                 | Slovenia                                                                | 2 – 1                                                                   | Armenia                                                                 | Amichevole                                                              | -                                                                       | 41’ 71’                                                                 |
| 8-6-2024                                                                | Lubiana                                                                 | Slovenia                                                                | 1 – 1                                                                   | Bulgaria                                                                | Amichevole                                                              | -                                                                       | 46’                                                                     |
| 20-3-2025                                                               | Bratislava                                                              | Slovacchia                                                              | 0 – 0                                                                   | Slovenia                                                                | UEFA Nations League 2024-2025 - Play-off                                | -                                                                       | 79’                                                                     |
| Totale                                                                  |                                                                         | Presenze                                                                | 8                                                                       |                                                                         | Reti                                                                    | 0                                                                       |                                                                         |

## Palmarès

### Club

#### Competizioni nazionali
- Coppa di Slovenia: 1

NŠ Mura: 2019-2020
- Campionato sloveno: 1

NŠ Mura: 2020-2021
- Coppa d'Austria: 2

Sturm Graz: 2022-2023, 2023-2024
- Campionato austriaco: 2

Sturm Graz: 2023-2024, 2024-2025